# Сураханы
Сураханы́ (азерб. Suraxanı, Сураханы, татск. Surxuni, Сурхуни) — посёлок городского типа на востоке Азербайджана, административный центр Сураханского района Бакинской агломерации.

## География
Расположен на Апшеронском полуострове, на высоте 12 м над уровнем моря, в 30 км к северо-востоку от города Баку.

## Топоним
Название города переводится с татского языка как «горячий дом». 

## История
Издавна окрестности Сураханы славились обилием нефтяных колодцев. В Сураханы в 1857 году по инициативе предпринимателя Василия Кокорева был построен первый в мире нефтеперегонный завод. На этом заводе работал в качестве консультанта Дмитрий Менделеев. В 1879 году через Сураханы прошла железнодорожная ветвь Баку—Сабунчи, значительно облегчившая перевозку нефти, а в 1926 году через Сураханы была проведена первая в СССР линия электропоездов.
В 1917 году начал работать Сурахано-Зыхское нефтяное и торговопромышленное акционерное общество.

## Население
По статистическим данным 1893 года, этнический состав Сураханы составляли таты.

## Известные уроженцы, жители
Аджамов Кейкавус Юсифович — азербайджанский химик, доктор химических наук, профессор.

## Достопримечательности

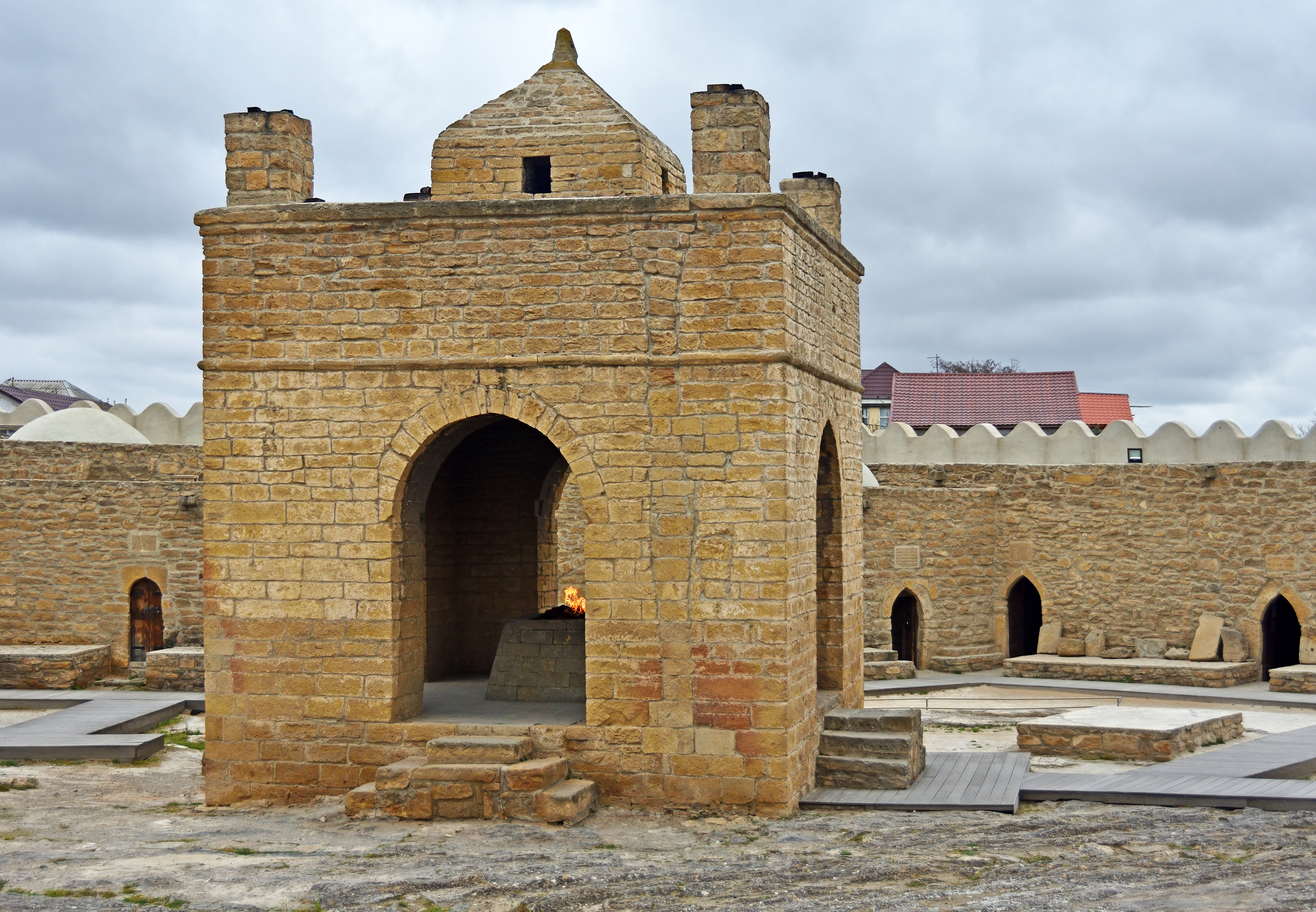
Храм Атешгях

- Храм Атешгях (XVII—XVIII вв.)

## Инфраструктура
Основа экономики —  добыча нефти (Сураханы (нефтегазовое месторождение))

## Транспорт
Станция Сураханы